# Yo No Soy De Aquí
Yo no soy de aquí es un cortometraje documental chileno, dirigido por Giedrė Žickytė y Maite Alberdi, que aborda de manera sensible temas como la memoria, la identidad y la soledad en la vejez. Estrenado en 2016, el film sigue a Josebe, una anciana de origen vasco que, a pesar de vivir en un hogar de ancianos en Chile, se enfrenta a la incomprensión y el aislamiento debido a las barreras lingüísticas y culturales, en medio de su lucha contra el Alzheimer. Con una narrativa profundamente emotiva, el cortometraje explora el impacto del desarraigo cultural y cómo los recuerdos y las identidades se ven trastocados por el paso del tiempo. A lo largo de su recorrido, Yo no soy de aquí ha recibido elogios internacionales por su enfoque único y ha cosechado varios premios en festivales de cine.

## Sinopsis
Yo no soy de aquí es un cortometraje chileno dirigido por Giedré Žickytė y Maite Alberdi, que apela a lo emotivo y que narra la historia de Josebe, una anciana de origen Vasco que vive sus días dentro de un hogar de ancianos en Chile. Dentro del cortometraje, Josebe busca compartir con los demás residentes a través de recuerdos, anécdotas y cultura, sin embargo, Josebe no tarda en encontrarse con grandes impedimentos como lo es la misma cultura y el lenguaje. Este cortometraje refleja un sentimiento de soledad y falta de identidad dentro de Josebe quien al no pertenecer y ser de origen Chileno como los residentes, se le dificulta demasiado el poder entablar conexiones. 

## Producción
Este cortometraje documental producido en colaboración entre Chile y Lituania, dirigido por Maite Alberdi y Giedrė Žickytė. La producción estuvo a cargo de Micromundo Producciones, casa productora especializada en cine documental.
El documental fue filmado con un estilo observacional e intimista, utilizando luz natural y planos cerrados para resaltar la fragilidad de la memoria y el paso del tiempo. Su enfoque busca representar la percepción de la realidad de la protagonista a través de sus recuerdos, más que desde la pérdida de estos. Estrenado en 2016, el cortometraje ha sido ampliamente reconocido en festivales internacionales.

## Recepción Crítica
Yo no soy de aquí desde su estreno, ha recibido una recepción crítica muy favorable, este cortometraje ha sido reconocido tanto nacional como internacionalmente a través de diferentes premios y festivales. La crítica ha alabado la dirección de esta película llevada a cabo por Maite Alberdi y Giedré Žickytė, quienes lograron abordar temas complejos como lo son la soledad, identidad, etc. Este cortometraje ha sido definido como una obra que logra retratar una gran reflexión sobre la vejez y memoria, logrando crear una conexión emocional con la audiencia. En general, este cortometraje se considera una gran obra significativa dentro del cine chileno.
1. Diario Concepción, Opinión: Yo no soy de aquí es una película sutil y amena que provoca interrogantes profundas sobre la vejez. La tragedia en el filme es tangible, obvia como puede ser para quienquiera excepto la propia Josebe”.
2.La Tercera: “Las personas mayores no suelen ser protagonistas en las películas, pero en el caso de Alberdi, hemos conocido historias de vida con las que podemos empatizar de alguna forma”.
3.The New York Times: “La tragedia en el filme es tangible, obvia como puede serlo para quienquiera excepto la propia Josebe, quien, de vez en cuando, desconcierta a todos a su alrededor al ponerse a hablar en su lengua natal, el euskera; nadie logra entender lo que dice”.
4. Cortosfera: “El documental desarrolla sutilmente la idea del desarraigo cultural y la pérdida de identidad”.
5. Cine Maldito: Yo no soy de aquí es un trabajo de cámara fija y abandonada en un rincón, como un observatorio de pájaros en el que alguien se esconde para contemplar el avance mismo de la naturaleza. En este caso, es Josebe quien nos llama la atención, a quien seguimos a cada instante para descubrir mucho de alguien que no recuerda gran cosa”.

## Participación en Festivales
Yo no soy de aquí ha sido seleccionado en diversos festivales internacionales, obteniendo reconocimiento y premios por su tratamiento sensible de temas como la vejez, la memoria y el desarraigo cultural. Algunos de los festivales más destacados en los que ha participado incluyen:
Visions Du Reel, Suiza (2016): Mejor cortometraje en la competencia internacional.
Krakow Film Festival, Polonia (2016): Premio EFA KRAKOW al mejor filme europeo.
Premios Pedro Sienna, Chile (2016): Premio al mejor cortometraje documental.
Festival de cine Rukapillan, Pucón, Chile (2016): Mejor cortometraje.
Festival de Cine de Antofagasta - Antofadocs, Chile (2016): Mención especial.
El cortometraje ha ganado reconocimiento por abordar temas profundos. La directora Maite Alberdi explicó que, junto a Giedrė Žickytė, buscan “una forma de representar el Alzheimer desde lo que se recuerda, no necesariamente desde lo que se olvida” (The New York Times: El documental “Yo no soy de aquí” explora el impacto del Alzheimer en la identidad). Josebe Echaveguren fue elegida como protagonista porque su historia refleja cómo el pasado puede seguir manteniéndose vivo en la memoria de cada uno, incluso cuando el presente puede desaparecer o desvanecerse. En mismas palabras de Alberdi, “Su pasado y presente no se encuentran; vive en el lugar de su pedazo, que sigue totalmente vivo en la memoria” (El País: El olvido de la memoria desde una residencia chilena). Ese enfoque que se ve en el cortometraje, hace que Josebe sea vista como un símbolo de las generaciones de inmigrantes que enfrentan algún tipo de incomprensión o desentendimiento dentro de sus entornos actuales.